# Sazan
Sazan (bepaalde vorm: Sazani; Italiaans: Saseno) is een eiland in de Golf van Vlorë voor de kust van Zuidwest-Albanië. Het eiland ligt strategisch aan het begin van de baai, vlak bij de stad Vlorë en maakt deel uit van de stad Orikum. Sazan is het grootste Albanese eiland. Er is een Albanees/Italiaanse marinebasis gevestigd, met name ter bestrijding van smokkel. Het was altijd verboden terrein voor bezoekers, maar sinds kort kunnen bezoekers er vrij heen.

## Geschiedenis
Vroeger heette Sazan ook wel Saso. Het eiland behoorde sinds de middeleeuwen toe aan de Republiek Venetië. Na de napoleontische oorlogen werd het deel van de Ionische Eilanden, toen een Brits protectoraat. Toen Groot-Brittannië in 1864 de Ionische Eilanden overgedroeg aan Griekenland, kwam Saso niet effectief onder Grieks bestuur, zodat het feitelijk een deel werd van het Ottomaanse Rijk. In 1912 bezette Griekenland het tijdens de Eerste Balkanoorlog, maar het moest het na een jaar weer opgeven onder Italiaanse en Oostenrijkse druk. Sazan werd toen formeel een deel van de nieuwe staat Albanië, maar op 30 oktober 1914, na het uitbreken van de Eerste Wereldoorlog, werd het bezet door Italië, dat toen nog niet aan de oorlog deelnam. De geallieerden stemden er in 1915 mee in dat het eiland naar Italië zou gaan, in ruil voor deelname aan de oorlog. 
Op 2 september 1920 stond Albanië Sazan/Saseno formeel af aan Italië, dat het als een deel van de toenmalige provincie Zara bestuurde. Na de Tweede Wereldoorlog, op 10 februari 1947, droeg Italië Sazan over aan Albanië, waar het nu nog steeds bij hoort. In het verleden was er een Sovjet onderzeebootbasis en chemische wapenfabriek gevestigd. Nu is het een marinebasis.